# 민주당 (몽골)
민주당(民主黨, 몽골어: Ардчилсан Нам, Ardchilsan Nam)은 몽골의 중도우파 정당이다. 현재 몽골의 대통령인 오흐나깅 후렐수흐가 집권한 이후로 현재 야당이다. 최초로 정권교체를 하게 된 차히아깅 엘벡도르지가 몽골의 대통령으로 선출되었을 때 여당이었다.

## 역사
이 정당은 1990년 몽골 혁명에서 몽골 인민혁명당의 일당독재 반대와 다당제를 요구하는 세력이 결집되어 2000년에 창당하였다. 그러나 이 정당은 우경화되어 다양한 세력을 포괄하지 못했고 결국 2004년 사회민주당, 국민민주당으로 분당되었다. 
몽골 민주당은 2012년 몽골에서 광산 열풍이 불자 당 지도부가 외국인 투자자를 상대로 불법 채권을 무더기로 판매해 몽골의 경제 위기를 촉발시킨 책임이 있다. 경제 위기는 2016년, 2021년 두차례에 걸쳐 정권 심판론으로 작용했고, 몽골 민주당의 장기집권은 붕괴하였다.

## 역대 선거 결과

### 대통령 선거
| 선거명 | 후보                           | 득표수  | 득표율 | 당락 |
| ------ | ------------------------------ | ------- | ------ | ---- |
| 2001   | 라드나슴 브렐리인 곤치그도르지 | 365,363 | 37.2%  | 낙선 |
| 2005   | 멘사이하니 엔크사이칸          | 184,743 | 20.20% | 낙선 |
| 2009   | 차히아깅 엘벡도르지            | 562,718 | 51.21% | 당선 |
| 2013   | 차히아깅 엘벡도르지            | 622,794 | 50.23% | 당선 |
| 2017   | 할트마깅 바톨가                | 611,226 | 50.61% | 당선 |
| 2021   | 소드놈춘두인 에르덴            | 72,394  | 6.38%  | 낙선 |

### 국가대의회 총선
| 선거명 | 득표수  | %      | 의석    | +/– | 순위 | 집권 여부 |
| ------ | ------- | ------ | ------- | --- | ---- | --------- |
| 2004   | 474,977 | 44.74% | 34 / 76 | 32  | 2위  | 여당      |
| 2008   | 701,641 | 40.43% | 28 / 76 | 6   | 2위  | 야당      |
| 2012   | 399,194 | 35.32% | 34 / 76 | 6   | 1위  | 여당      |
| 2016   | 467,341 | 33.55% | 9 / 76  | 25  | 2위  | 야당      |
| 2020   | 978,890 | 24.49% | 11 / 76 | 2   | 2위  | 야당      |

## 같이 보기
- 몽골 인민당